# Murujuga-Nationalpark
Der Murujuga-Nationalpark (englisch Murujuga National Park) ist ein 4.851 Hektar großer Nationalpark in Western Australia, Australien. Er wurde am 17. Januar 2013 als der 100. Nationalpark des Bundesstaats ausgewiesen und stellt mit über zehntausend Abbildungen die weltweit dichteste Ansammlung von Felszeichnungen (Petroglype) der Aborigines unter Schutz.
Der Park liegt im nördlichen und westlichen Bereich der Burrup-Halbinsel, von den Aborigines Murujuga genannt, in der Region Pilbara. Er liegt 200 Kilometer westlich von Port Hedland und 15 Kilometer nördlich von Karratha. Von hier gelangt man über die Dampier Road und die Burrup Peninsula Road in den Park.